# Centros Regionales de Educación Superior
Los CERES (Centros Regionales de Educación Superior) es una estrategia educativa del gobierno nacional de Colombia, iniciada en el año 2003. Se basa en la desconcentración de la educación superior de las grandes ciudades y ampliar la cobertura general de esta. De esta forma se intenta reducir la inequidad en la educación superior colombiana, donde según «La política de cobertura», un estudio acerca de la educación colombiana entre 2002 y 2008, el grupo poblacional de mayores ingresos tiene una tasa de escolaridad del 77% y el de menores ingresos tiene una del 6,35%.
Existen CERES distribuidos por todo el país, divididos en cinco regionales: Centro Oriente, Sur Oriente, Sur Occidente, Norte y Eje Cafetero. Cada regional se enfoca en las necesidades específicas de la región. Exige a sus aspirantes haber curso de bachiller, haber presentado el Examen ICFES y estar vinculado al Sistema de Seguridad Social Colombiano.
A consecuencia de los CERES, la cobertura educativa para la educación superior ha aumentado de manera significativa en regiones menos pobladas del país.